# Mats Magnusson
Mats Ture Magnusson (Helsingborg, 10 luglio 1963) è un ex calciatore svedese, di ruolo attaccante.

## Palmarès
- Campionato svedese: 1

Malmö: 1986
- Coppa di Svezia: 2

Malmö: 1984, 1986
- Campionato portoghese: 2

Benfica: 1988-1989, 1990-1991